# 御牧現喜
御牧 現喜（みまき げんき、1853年（嘉永6年）1月1日 - 1911年（明治44年）8月25日）は、本門仏立宗第二世講有、本門法華宗管長。日号は日聞（にちもん）。

## 生涯
1853年（嘉永6年）、現在の大津市追分町にて米問屋の長男として生まれる。幼名は虎之助。1861年（文久元年）に9歳で長松清風の佛立講に入門。1869年（明治2年）2月19日、17歳で宥清寺において出家得度（法華宗の僧侶として）。その後、清風の命により宥清寺住職に晋山。1882年（明治15年）学頭に就任。
1883年（明治16年）、一部の講員が清風に反逆する混乱の中、清風は隠居。後事一切を現喜に任せる。1889年（明治22年）大阪大歓組を結成し後に清風寺となる。1890年（明治23年）7月、清風死去。宥清寺で行なわれた本葬では祭主を務めた。野原弁了と共に、最晩年まで清風に寄り添った。清風の死に伴い、佛立講第二世講有に晋位。
1900年（明治33年）10月、光長寺の教師となる。1903年（明治36年）6月、鷲山寺第八十三世貫首に晋山。1904年（明治37年）本門法華宗の管長に就任。
1911年（明治44年）妙蓮寺第五十四世貫首に晋山。同年8月25日遷化。59歳。

## エピソード
- 清風は「当講内、講元、諸組の面々清風帰寂の後は弟子現喜を二代目の導師、それがしのかはりと尊敬して、当流の御法義を謹みて堅く相守、繁栄をいのらせ給え」と、絶大な信頼を寄せていた。
- 現喜が鷲山寺貫首だったことが、本門佛立宗と獅子吼会との現在まで続く交流の始まりといえる。